# Rancho Alegre, delstaten Mexiko
Rancho Alegre är ett samhälle i Mexiko, tillhörande kommunen Jiquipilco i den nordvästra delen av delstaten Mexiko. Orten hade 1 232 invånare vid folkräkningen 2010.